# Nógrád vasútállomás
Nógrád vasútállomás vasútállomás a Nógrád vármegyei Nógrád községben, a MÁV üzemeltetésében. Közúti megközelítését a település központján átvezető 12 123-as út felől az abból dél felé kiágazó 12 318-as út biztosítja (ez utóbbi útról érhető el rövid sétával a nógrádi vár is).

## Vasútvonalak
Az állomást az alábbi vasútvonalak érintik:
- Vác–Balassagyarmat-vasútvonal

## Kapcsolódó állomások
A vasútállomáshoz az alábbi állomások vannak a legközelebb:
- Berkenye megállóhely (Vác–Balassagyarmat-vasútvonal)
- Diósjenő vasútállomás (Vác–Balassagyarmat-vasútvonal)

## Forgalom
| Járat | Útvonal | Gyakoriság |
| ----- | --- | ---------- |
| S750  | Vác – Kisvác – Fenyveshegy – Magyarkút-Verőce – Magyarkút – Szokolya – Berkenye – Nógrád – Diósjenő | Óránként   |
| S750  | Vác – Kisvác – Fenyveshegy – Magyarkút-Verőce – Magyarkút – Szokolya – Berkenye – Nógrád – Diósjenő – Borsosberény – Nagyoroszi – Drégelyvár – Sáferkút – Drégely – Drégelypalánk – Ipolyvece – Dejtár – Ipolyszög – Balassagyarmat | Napi 7 pár |